# Ammerland
Ammerland é um distrito (Kreis ou Landkreis) da Alemanha localizado no estado de Baixa Saxônia.

## História
A "Ammerland" foi pela primeira vez mencionada no século XX. Acredita-se que a o nome é derivado de Ameri, uma antiga palavra que significa "pântano". Na época das invasões viquingues, pequenos castelos foram construídos para proteger os vilarejos indefesos. Por muitos anos houve pouco interesse nesta região pantanosa. No século XIV, ela tornou-se parte do Condado de Oldenburg. Os condes instalaram fortalezas na região, que fazia fronteira com as terras dos frísios. O distrito foi criado em 1933, com os mesmos limites da região histórica.

## Cidades e municípios
Cidade
- Westerstede

Municípios
- Bad Zwischenahn
- Edewecht
- Rastede
- Wiefelstede
- Apen

Friedrich Ratzel morreu em Ammerland.